# Theopompella pallida
Theopompella pallida är en bönsyrseart som beskrevs av Giglio-tos 1916. Theopompella pallida ingår i släktet Theopompella och familjen Liturgusidae. Inga underarter finns listade i Catalogue of Life.